# Сороче
Соро́че — пасажирська зупинна залізнична платформа Донецької дирекції Донецької залізниці.
Розташована за декілька кілометрів від м. Зугрес, Харцизька міська рада, Донецької області на лінії Торез — Іловайськ між станціями Сердите (6 км) та Орлова Слобода (8 км). По 33 км йде розгалуження в напрямку Зуївської ТЕС.
Через військову агресію Росії на сході України транспортне сполучення припинене.